# 田中卓
田中 卓（たなか たかし、大正12年（1923年）12月12日 - 平成30年（2018年）11月24日）は、日本の歴史学者。皇學館大学名誉教授。専門は日本古代史。
皇學館大学学事顧問、皇學館大学学長、有限会社青々企画代表を務めた。平泉澄の弟子。学位は、文学博士（旧制・國學院大學）。大阪府出身。

## 人物・略伝

### 東大在学時代
東京帝國大學に入学して間もない1942年（昭和17年）、当時文学部国史学科の主任教授であった平泉澄が主宰する青々塾に入塾。また平泉が指導する学生団体、東大朱光会に入会し、1943年（昭和18年）、同会の幹事となった。1944年（昭和19年）9月に、学徒出陣し、海軍予備学生として、土浦海軍航空隊に入隊した。翌1945年（昭和20年）2月に、兵庫県神戸市垂水の海軍経理学校に配属され、日本史等を講義した。6月、海軍少尉（正八位）に任ぜられ、8月、終戦を迎えた。9月、東京帝國大學文学部国史学科を卒業した。

### 歴史研究
戦後、平泉が構築した「平泉史学」の正統の継承者として、日本古代史（古代・上古史）を中心に研究。その著述は多数に亙る。ただ、1949年（昭和24年）8月に発表された処女論文「新撰姓氏録撰述の次第」は、歴史論文でありながら京都大学発行の『国語国文』という国文学系の雑誌に掲載された。
また、唯物史観全盛期であったため、論文を発表する専門誌が得られず、新しい学術雑誌の創刊に関与したり、神社関係の叢書等で論文を発表した。それ故、論考が多数あるにもかかわらず、そのほとんどが歴史学界において無名の雑誌に掲載されていたがため、それを入手・閲覧するには困難な状況であった。それに応えるべく、田中の還暦を期として彼の著作集が刊行された。
なお、田中は、大阪社会事業短期大学在職中の1954年（昭和29年）1月に、井上薫・岸俊男・直木孝次郎と共に続日本紀研究会を結成した。

### 政治問題・教育問題
田中は、専門の古代史研究のほかに、政治問題や教育問題等を扱った著述も数多くある。一水会の顧問である鈴木邦男は、学生時代に右派学生運動をする際、理論武装のために田中の著作を読んだと自らの著作に記している（鈴木邦男『愛国者は信用できるか』講談社現代新書、2006）。鈴木ら新右翼学生運動が打倒する対象としたYP体制（戦後の体制をヤルタ会談・ポツダム宣言に基づく占領支配体制と位置づけたもの）の生みの親は田中であると言われている。

#### 「建国記念日」制定問題
戦前の「紀元節」であった2月11日を「建国記念日」とすることに賛成の立場から、田中は、1958年（昭和33年）4月に、住吉大社宮司高松忠清の協力を得て、平泉澄ら25名の執筆による『神武天皇紀元論』を刊行。当時、「2月11日」について反対の意を表明していた三笠宮崇仁親王に進呈した。当時、「2月11日」については賛否両論に分かれ、東京大学の歴史学関係者が「建国記念日二月十一日反対の要望書」を建国記念日審議会に提出するほどであった。1966年11月には、建国記念日審議会の場で、竹内理三と、東京大学史学会総会で史学会理事の井上光貞と、「2月11日」についての議論をおこなった。

#### 教育問題
教育問題では、日本教師会を結成し自ら会長となり、日本教職員組合中心の教育界に一石を投じた。また、1967年（昭和42年）11月、『最新日本史』出版をしているが、これは、昭和41年度高等学校日本史教科書検定において不合格となった教科書である。なお、教科書の検定問題について、前年の1966年4月、当時教科書検定訴訟を起こしていた東京教育大学教授家永三郎と、日本テレビの番組「未来への行進」にて討論をした。「家永のように、教科書検定の合否を裁判所に持ち込み、裁判官の判決によって学問の可否が決するのは学問の冒涜であり、学者として失格である」と批判している。また、高等学校教科書検定について、著者の学問的良心に基づく歴史観と、教科書は採用する側である教師と、読者たる高校生による真摯な検討の自由こそ尊重すべきで、特定の政策目標のための枠を当てはめてはならないとして、反対の立場をとっている。

### 晩年の活動
2004年（平成16年）から2006年（平成18年）にかけて、オピニオン雑誌「諸君!」誌上で「祖国再建-正統史学を貫く一学徒六十年の闘い」と題して、自らの研究を一般の読者向けに回顧・解説する連載をした。この連載は、田中の83歳の誕生日である2006年12月12日に、彼の評論集の3巻・4巻として出版された。
また、皇室典範改正問題では、女性天皇・女系天皇容認の立場を取り、多くの保守派・右翼からの批判にさらされた。なかでも上記『諸君!』連載にて田中が論じた女系天皇容認論（皇室典範に関する有識者会議の報告書への支持）に対して新田均（皇學館大学教授）による『諸君！』誌上での反対論文発表は、これに対して田中が更に反論を加える事態に発展し、皇學館大学内部でも女系天皇問題に対し意見の対立が存在することを示すこととなった。
2012年には、女性宮家創設について、小林よしのりが編集する『わしズム』にその正当性を主張する論文を発表した。
2018年11月24日、慢性腎不全のため死去。94歳没。叙従四位（正八位から進階）。

## 略年譜

### 学歴・職歴
- 1936年（昭和11年）3月、大阪市立中之島尋常小学校卒業。
- 1942年（昭和17年）9月、浪速高等学校高等科文科乙類卒業。10月、東京帝國大學文学部国史学科入学。
- 1945年（昭和20年）9月、東京帝國大學文学部国史学科卒業。
- 1947年（昭和22年）2月、大阪府立図書館助手。
- 1948年（昭和23年）4月、大阪府立阿部野高等学校教諭。
- 1950年（昭和25年）10月、大阪社会事業短期大学（現在の大阪府立大学社会福祉学部）講師。
- 1951年（昭和26年）5月、大阪社会事業短期大学寮監を兼任（1960年3月迄）。11月、大阪社会事業短期大学助教授。
- 1952年（昭和29年）3月、大阪社会事業短期大学教授（1962年3月迄）。
- 1960年（昭和35年）4月、主論文「伊勢神宮の創祀と発展」と副論文「住吉大社神代記の研究」、「出雲国風土記の研究」により、國學院大學より文学博士の学位を取得（主査は國學院大學教授岩橋小彌太、副査は同大教授河野省三）。
- 1961年（昭和36年）9月、皇學館大學設立準備委員。
- 1962年（昭和37年）4月、皇學館大學開学。同大學教授に就任。皇學館大學附属図書館長併任（1963年3月迄）。
- 1967年（昭和42年）12月、皇學館大學出版部長併任（1974年1月迄）。
- 1968年（昭和43年）12月、岸信介皇學館大學総長付を委嘱（1980年3月迄）。
- 1969年（昭和44年）7月、財団法人皇學館後援会常務理事就任（1986年10月、同会の解散迄）。
- 1972年（昭和47年）3月、皇學館大學理事に就任（1988年3月迄）。
- 1973年（昭和48年）12月、皇學館大學文学部長併任（4期、1980年3月迄）。
- 1975年（昭和50年）4月、皇學館大學史料編纂室室長併任（1978年3月迄）。
- 1978年（昭和53年）4月、皇學館大學史料編纂所所長併任（1979年5月迄）
- 1980年（昭和55年）4月、皇學館大學学長就任（1988年3月迄）。
- 1992年（平成4年）3月、皇學館大學教授退職。4月、皇學館大學大学院教授に就任。
- 1994年（平成6年）3月、皇學館大學大学院教授定年退職。6月、皇學館大學名誉教授の称号を授与。
- 2003年（平成15年）4月、皇學館大学学事顧問就任（2007年2月迄）。
- 2011年（平成23年）7月、皇學館大学学事顧問就任。

### その他の活動
- 1950年（昭和25年）4月、藝林會発足。委員となる。
- 1954年（昭和29年）1月、井上薫・岸俊男・直木孝次郎と共に続日本紀研究会を結成。
- 1954年（昭和29年）11月、吉永登・秋本吉郎・小島憲之と共に風土記研究会を結成。
- 1957年（昭和32年）1月、日本上古史研究会を発足し、月刊誌『日本上古史研究』を主宰（1963年12月迄）。
- 1959年（昭和34年）1月、住吉大社崇敬青年会会長（1960年6月迄）。
- 1963年（昭和38年）2月、日本教師会結成。会長に就任（1980年5月迄）。
- 1964年（昭和39年）10月、伊勢青々塾を設立し、学生を指導（1994年10月迄）。
- 1974年（昭和49年）7月、式内社研究会結成。理事長に就任。
- 1979年（昭和54年）5月 瀧川政次郎の後を受け、式内社研究会会長に就任。
- 1984年（昭和59年）3月、財団法人神道大系編纂会理事に就任。9月、赤坂御苑で行われた秋の園遊会に招待。
- 1996年（平成8年）8月、有限会社青々企画を設立。
- 1998年（平成10年）11月、勲三等瑞宝章受章[17]。

## 著書

### 単著
- 『住吉大社神代記』 住吉大社神代記刊行会 1951年10月
- 『神宮の創祀と発展』（神宮教養叢書第5集） 神宮司庁教導部 1959年3月
- 『愛国心の目覚め』 至文堂 1962年10月
- 『住吉大社史（上巻）』 住吉大社奉賛会 1963年7月
- 『祖国を見直そう』 実業之世界社 1967年7月
- 『最新日本史』 育誠社 1967年11月
- 『祖国は呼びかける』 太陽社 1973年1月
- 『日本古典の研究』 皇學館大學出版部 1973年5月
- 『日本国家成立の研究』 皇學館大學出版部 1974年3月
- 『海に書かれた邪馬台国　ついに明かされた女王国の秘密』 青春出版社 1975年10月
- 『古代天皇の秘密　鉄刀<115字>が証かす日本国家のルーツ』 太陽企画出版 1979年2月
- 『皇国史観の対決』 皇學館大學出版部 1984年2月
- 『伊勢神宮と式年遷宮』 皇學館大學出版部 1987年12月
- 『歴史と伝統　この大学を見よ』 皇學館大學出版部 1988年8月
- 『住吉大社史（中巻）』 住吉大社奉賛会 1994年11月
- 『愛子さまが将来の天皇陛下ではいけませんか』幻冬舎新書 2013年12月

### 講演録
- 『平成時代の幕明け　即位礼と大嘗祭を中心に』新人物往来社 1990年11月
「天皇と神道の関係」（所功・大原康男・小堀桂一郎と）
- 『日本国家の成立』、1992年7月、以下は講演冊子：國民會館叢書
- 『歴史家として観た戦後五十年―YP(ヤルタ会議ポツダム会議)体制の克服と国連体制の崩壊』1996年3月
- 『「日本」の国号と「日の丸」「君が代」について―国旗・国歌の法制化にむけて』　1999年7月
- 『日本の建国史―三替統合の精華』、2003年12月
- 『女帝・女系反対論に対する批判と私見、原則―「有識者会議」報告に賛同し、政府案に要望す』、2006年1月
- 『皇統の「万葉一統」を護持するために 女性宮家創設の是非をめぐって』、2012年3月

### 著作集
- 『田中卓著作集』（全12巻） 国書刊行会
  - （1）神話と史実 1987年2月
  - （2）日本国家の成立と諸氏族 1986年10月
  - （3）邪馬台国と稲荷山刀銘 1985年4月
  - （4）伊勢神宮の創祀と発展 1985年6月
  - （5）壬申の乱とその前後 1985年9月
  - （6）律令制の諸問題 1986年5月
  - （7）住吉大社神代記の研究 1985年12月
  - （8）出雲国風土記の研究 1988年5月
  - （9）新撰姓氏録の研究 1996年9月
  - （10）古典籍と史料 1993年8月
  - （11-1）神社と祭祀 1994年8月
  - （11-2）私の古代史像-付総目次- 1998年7月
- 『続 田中卓著作集』（全6巻） 国書刊行会
  - （1）伊勢・三輪・賀茂・出雲の神々 2011年12月
  - （2）古代の住吉大社 2012年3月
  - （3）考古学・上代史料の再検討 2012年6月
  - （4）日本建国史と邪馬台国 2012年9月
  - （5）平泉史学の神髄 2012年12月
  - （6）出陣学徒の終戦史録 2013年3月

### 評論集
- 『田中卓評論集』全4冊　「青々企画」
  - （1）愛国心と戦後五十年 1998年10月
  - （2）平泉史学と皇国史観 2000年12月
  - （3）祖国再建（上）〈建国史を解く正統史学〉 2006年12月
  - （4）祖国再建（下）〈わが道を征く六十余年〉 2006年12月

### 編著
- 『住吉大社神代記』 同刊行会 1951年7月
- 『神武天皇紀元論』 立花書房 1958年3月
- 『維新の歌　幕末尊王志士の絶唱』 日本教文社 1974年5月
- 『古代史籍続集』（天理図書館善本叢書） 八木書店 1975年1月
- 『白山神社史』 白山神社 1992年5月
- 『平泉博士史論抄』 青々企画 1998年2月
- 『平泉澄博士全著作紹介』 勉誠出版 2004年2月

### 共著
- 『大正昭和 福井県史・下巻』 福井県 1957年3月
- 『神道のこころ』 国民思想社 1965年12月
- 『枚方市史・第3巻史料編（2）』 大阪府枚方市役所 1966年3月
- 『創立九十年再興十年・皇學館大學史』 皇學館大學 1972年10月
- 『伊勢神宮と日本文化』（神宮教養叢書別冊6）神宮文庫 1990年4月

### 共編著
- 『出雲国風土記の研究』（平泉澄監修）出雲大社 1953年7月
- 『続日本紀語句索引稿』（日本上古史研究会増刊 第3集、福原紀子・寺田富美子と共編）日本上古史研究会 1958年7月
- 『真清田神社史』 真清田神社史編纂委員会 1994年5月
- 『式内社調査報告』第25巻 式内社研究会 1995年2月

### 校訂
- 神道大系本『新撰姓氏録』 神道大系編纂会 1981年2月
- 神道大系本『神道五部書』 神道大系編纂会 1993年7月
- 神道大系本『風土記』 神道大系編纂会 1994年3月